# Aéroport international de Puerto Escondido
L'aéroport international de Puerto Escondido (espagnol : Aeropuerto Internacional de Puerto Escondido) (code IATA : PXM • code OACI : MMPS • code DGAC M. : P1M) est un aéroport situé à Puerto Escondido dans l’état de Oaxaca dans le Sud du Mexique. Il gère le trafic aérien national et international de la ville de Puerto Escondido sur la côte pacifique. Il est exploité par Aeropuertos y Servicios Auxiliares, une société appartenant au gouvernement fédéral.
Il est l'un des aéroports du pays ayant la croissance la plus rapide, il a traité 255 831 passagers en 2017 et 302 478 passagers en 2018.

## Installations
L’aéroport est situé à une altitude de 90 m. Sa piste est désignée 09/27 et sa surface en asphalte mesure 2 300 m.

## Situation
| \| 500 km1:6 468 000 \| Acapulco Aguascalientes Huatulco Campeche Cancún Chetumal Chihuahua Ciudad · del Carmen Ciudad Juárez Ciudad · Obregón Ciudad · Victoria Colima Cozumel Culiacán Guanajuato Durango Guadalajara Hermosillo Ixtapa · Zihuatanejo La Paz San José · del Cabo Los Mochis Matamoros Mazatlán Mérida Mexicali Mexico B.J. Mexico F.A. Minatitlán Monterrey Morelia Nuevo · Laredo Oaxaca Playa · de Oro Puebla Puerto · Escondido Puerto · Vallarta Querétaro Reynosa San Luis · Potosí Tampico Tapachula Tepic Tijuana Toluca Torreón Tuxtla Gutiérrez Uruapan Veracruz Villahermosa Zacatecas |
| 500 km1:6 468 000 |

## Statistiques
Pour des raisons techniques, il est temporairement impossible d'afficher le graphique qui aurait dû être présenté ici.

Voir la requête brute et les sources sur Wikidata.

## Compagnies aériennes et destinations

### Passager
| Compagnies  | Destinations                                        |
| ----------- | --------------------------------------------------- |
| Aeromar     | Mexico-B. Juárez                                    |
| Aerotucán   | Oaxaca-Xoxocotlán                                   |
| Interjet    | Mexico-B. Juárez                                    |
| TAR         | Querétaro                                           |
| VivaAerobus | Mexico-B. Juárez                                    |
| Volaris     | Guadalajara-M. Hidalgo y Costilla, Mexico-B. Juárez |

## Voir également
- Liste des aéroports les plus fréquentés au Mexique